# Тайное вторжение
«Тайное вторжение» (англ. Secret Invasion) — двенадцатый эпизод второго сезона американского мультсериала «Мстители: Величайшие герои Земли».

## Сюжет
Скруллы, внедрившиеся во все ключевые организации Земли, устраивают саботажи на своих местах. Скрулл агента «Щ.И.Т.а» Куотермейна расстреливает Марию Хилл на авианосце, но та оказывается роботом. На конспиративной квартире с вырубленными Ником Фьюри, Наташей Романофф, Дейзи Джонсон и Тони Старком королева Скруллов, Веранке, ликует о победе. Особняк Мстителей, Здание Бакстера, авианосец «Щ.И.Т.а» и база «Меча» взрываются. Королева приказывает Скруллу Капитана Америка отправить оставшихся Мстителей в Вашингтон. Солдат исполняет приказ. Услышав его, Тони приходит в шок.
В Вашингтоне Соколиный глаз, Оса и Мисс Марвел сталкиваются с Супер-Скруллами и сражаются с ними. В убежище Фьюри проникает Мария Хилл и прогоняет королеву Скруллов. Ник хочет привести Старка в норму. Супер-Скруллы захватывают Мстителей и отводят их к Белому дому. Там они видят, кто был предателем среди них, и Клинт бросается на Скрулла Кэпа, но ему не позволяют навредить пришельцу. Скруллы заставляют репортёра включить камеру, снимая Капитана Америка в прямом эфире. Скрулл в обличии героя убеждает землян сдаться пришельцам, зачитывая речь. На квартире Хилл восстанавливает Старка, и он собирается позвать друга на помощь.
В Вашингтон приземляется королева Веранке в виде Пересмешника. Бартон очень зол. Она радуется, что Капитан Америка подарит ей Землю, но прибывает настоящий Стив Роджерс и заявляет, что такого не будет. Однако королева Скруллов отвечает, что он опоздал и дело уже сделано, подмечая, что люди верят всему по телевидению. Прибывает Железный человек и облучает их, выявляя истинный вид пришельцев. Супер-Скруллы готовятся напасть, но на помощь является Тор, вернувшийся из Асгарда по вызову Старка. Молнией он сильно повреждает корабль Скруллов. Капитан Америка сражается со своим двойником. Королева Веранке велит подчинённому активировать заражённые спутники, чтобы оглушить людей. Старк, выяснив причину, отправляет Тора уничтожить их, и Громовержец справляется со своей задачей. Скрулл Кэпа одолевает Стива, говоря, что пришельцы во всём сильнее людей, но Роджерс отвечает, что у человека есть нечто поважнее — дух, и побеждает инопланетного двойника. Королеве предлагают сдаться, но она не понимает, как могла проиграть, и Мисс Марвел вырубает её. После победы Мстители и Фьюри обсуждают вторжение в особняке; Капитан опечаленно покидает комнату, и Ник с Тором подмечают большую цену этой победы.

## Отзывы
Джесс Шедин из IGN поставил серии оценку 7 из 10 и написал, что «эпизод начался с аккуратного параллельного повествования, показывающего разворачивающийся хаос на дамокловой базе „Меча“, штаб-квартире „П.И.М“ и авианосце „Щ.И.Т.а“». Критик похвалил Марию Хилл в этом эпизоде, посчитав, что у неё «была возможность проявить свою крутизну и показать несколько запоминающихся моментов». Однако рецензент подметил, что «„Тайное вторжение“ несколько пошатнулось, так как оно было недостаточно масштабным».
Зрители тепло приняли эпизод; Screen Rant поставил его на 4 место в топе лучших эпизодов мультсериала по версии IMDb.